# Orda (Kazachse groep)
Orda (Kazachs en Russisch: Орда) is een Kazachse muziekgroep die vooral popmuziek maakt en speelt.

## Ontstaan
De groep werd opgericht in Astana door de broers Bedelxan, Dastan Orazbekov en Nürlan Alymbekov. In eerste instantie was deze groep een theatergezelschap. Hun eerste optreden gaven ze op 9 mei 2000. In 2002 besloot de band te stoppen met het opvoeren van theatervoorstellingen en lanceerde ze hun eerste lied, genaamd Kesh meni.

## Muzikale carrière
Eén jaar nadat ze hun eerste single uitgebracht hadden, mochten de bandleden de muziek maken voor Ösbekfilm in Tasjkent. In 2004 besloten ze een eigen atelier te openen waar ze aan hun muziek konden werken.
In 2012 speelden de bandleden enkele rollen in het Kazachse melodramatische komedie Forbidden Dance. De film werd geregisseerd door hun eigen lid Esbolat Bedelxan.
In november 2015 nam de band deel aan de Kazachse preselectie voor het Türkvizyonsongfestival 2015. Ze wonnen de finale waardoor ze hun land mogen vertegenwoordigen op het festival in Istanboel. De band zal deelnemen met het Kazachse lied Olay emes. De groep eindigde uiteindelijk op een 2de plaats.

## Discografie

### Singles
- Kesh meni (2002)
- Qïly zaman (2007)
- Jam on (2007)
- Ğasjtsjyqyng ba (2012)
- Zjawap ber (2013)
- Alyp ket (2015)
- Olaj emes (2015)

2013: Rin'go · 
2014: Janar Duğalova · 
2015: Orda · 
2020: Almaz Kopzhasar